# システムロックプリインストール
システムロックプリインストールまたはシステムロックプレインストール (SLP, System Locked Pre-installation, System Locked Preinstallation) または OEMアクティベーション (OA, OEM Activation) とは、Microsoft Windows XP（実際はWindows Me）以降のWindowsシリーズにおけるプリインストール形態の一種である。ユーザーにはライセンス認証方式の一種として認知されている。OEM版Windowsに組み込まれた認証情報と、コンピュータメーカーによってBasic Input/Output System (BIOS)にあらかじめ組み込まれた認証情報を突き合わせ、認証の可否を判定する。
2017年1月現在、SLPには以下のバージョンが有る。SLP 3.0は以前のバージョンとの違いが大きいので、別名「DM(Digital Marker)」とも言う。また、SLP2.0～2.4もSLP1.0との区別のために「SLIC」と呼ぶことがある。
1. SLP 1.0 / OA 1.0 または単に ｢SLP｣ (Windows XP, Windows XP x64 Edition, Windows Server 2003, Windows Server 2003 R2)
2. SLP 2.0 / OA 2.0 / SLIC 2.0 (Windows Vista , Windows Server 2008)
3. SLP 2.1 / OA 2.1 / SLIC 2.1 (Windows 7 , Windows Server 2008 R2)
4. SLP 2.2 / OA 2.2 / SLIC 2.2 (Windows Server 2012)
5. SLP 2.3 / OA 2.3 / SLIC 2.3 (Windows Server 2012 R2)
6. SLP 2.4 / OA 2.4 / SLIC 2.4 (Windows Server 2016)
7. SLP 2.5 / OA 2.5 / SLIC 2.5 (Windows Server 2019)
8. SLP 3.0 / OA 3.0 / DM (Digital MarkerまたはData Managementの略) (Windows 8 ,Windows 8.1 , Windows 10)

マイクロソフトとコンピュータメーカーのライセンス協議によって、BIOSに組み込まれる認証情報が決定され、その組み込み方法の詳細がマイクロソフトからコンピュータメーカーへ指示される。コンピュータメーカーはこのSLP対応BIOSを搭載したパーソナルコンピュータを量産する。一方、マイクロソフトからそのメーカー用の認証情報を内包したOEM版Windowsがメーカーへ供給され、メーカーは量産したコンピュータにプリインストールするとともにメディア（光ディスクやハードディスク内のリカバリー領域）に収録して出荷する。不正インストール防止の観点から、マイクロソフトからメーカーへはOEM版Windows側の認証情報組み込み詳細は明かされない
ユーザーにはライセンス認証手順において以下の利便性が有る。これらはコンピュータ購入直後の初回起動時のみならず、Windows再インストール時にも享受できる。
- SLP 2.xにおいては、リカバリーディスクやリカバリー領域を破損・紛失しない限り、リカバリー後の認証処理がコンピュータ筐体内部で完結するため、ライセンス認証のためにインターネットへ接続する必要がない。SLP 3.0では、インターネットへの接続は必要だが（電話でのライセンス認証も可能）、BIOSに各PC固有のライセンスキーが組み込まれていて、リカバリーメディア以外の同じバージョンのWindowsインストールディスクを使った場合も(一部例外を除き)自動的にエディションが判別されたのち、コンピューターの所有者がライセンスキーを調べなくても自動的にオンラインでライセンス認証され、ライセンスキーの手入力は不要である。
- 認証作業に際し、コンピュータ筐体に貼られたプロダクトキーを入力する必要がない
- パソコン本体のパーツを交換または追加した場合でも、BIOS情報に合致する限り再認証は不要[6]